# Симмульсон, Мари
Мари Симмульсон (швед. Mari Simmulson; 23 ноября 1911, Санкт-Петербург — 7 ноября 2000, Уппсала) — шведская художница, скульптор и керамист.

## Биография и творчество
Мари Симмульсон родилась в 1911 году в Санкт-Петербурге. Её родители были выходцами из Эстонии. В 1919 году, после революции, семья бежала в Таллин. Окончив школу в 1930 году, с 1931 по 1935 год Мари училась в Эстонской академии художеств. В 1937 году она стажировалась в компании Arabia в Хельсинки, где познакомилась с шведской художницей Тюрой Лундгрен.
С 1938 по 1939 год Мари обучалась в Мюнхенской академии художеств. В 1944 году она прибыла в Швецию в качестве беженки. Там она вновь встретилась с Тюрой Лундгрен, которая помогла ей устроиться работать на фарфоровую фабрику Густавсберг. Там она создавала статуэтки из керамики, некоторые из которых затем тиражировались на продажу. Затем, вслед за мужем, который поступил в Уппсальский университет, она переехала в Уппсалу и начала работать в компании Upsala-Ekeby AB, где также создавала скульптуры из глины. В 1948 и в 1952 годах в Стокгольме проходили выставки её работ, о которых критики отзывались положительно. Мари Симмульсон проработала в Upsala-Ekeby 23 года, на протяжении которых создавала статуэтки, вазы, блюда и т. д., считаясь одним из лучших керамистов компании. Она также внедрила новый метод окраски керамических изделий с использованием нитратов. В создаваемых ею росписях часто использовались русский и балтийские фольклорные мотивы. Особенный успех имели её фигуры африканских женщин из чёрной глины с контрастной цветной глазурью. Свои работы Мари подписывала «maris» или инициалами «ms».
Мари Симмульсон также занималась декорацией интерьеров общественных зданий, в том числе нескольких банков. В 1971 году, из-за экономического кризиса и отсутствия спроса на продукцию, Upsala-Ekeby уволила ряд сотрудников, в том числе и Мари. Некоторое время она работала на керамической фабрике Deco в Хельсингборге.
Мари Симмульсон умерла в Уппсале в 2000 году. Её работы представлены в музеях Швеции, включая Национальный музей.